# نیویورک مرکزی
نیویورک مرکزی (انگلیسی: Central New York)منطقه مرکزی ایالت نیویورک است که شامل شهرستان‌های زیر از جمله شهرستان کایوگا، نیویورک، شهرستان کورتلند، شهرستان هرکیمر، شهرستان مدیسون، شهرستان اونیدا، شهرستان یوتیکا، شهرستان اونانداگا، شهرستان فولتن، شهرستان آزویگو و شهرستان تامپکینز است.